# Ayisha Issa
Ayisha Issa (Montreal, Quebec, Canadá, 18 de marzo de 1984) es una actriz de cine y televisión canadiense. Es popularmente conocida por su interpretación de Van Cleef en la película L’Appât. Del mismo modo, también es conocida por sus papeles en las películas Immortals, Polar y Memorias de un Zombie Adolescente.

## Vida y carrera
Ayisha Issa es una galardonada actriz bilingüe nacida y criada en Montreal. Su carrera profesional como actriz comenzó cuando su experiencia atlética le dio un pequeño papel junto a Micky Rourke y Henry Cavill en la película Immortals (2011). En 2018, Issa obtuvo un Prix Gémeaux por su interpretación de Brittany Sizzla en la aclamada serie francesa-canadiense Unité 9, un papel para el que también acabaría nominada en 2017.
Su carrera cinematográfica incluye papeles secundarios en La fortaleza junto al fallecido Paul Walker, Polar para Netflix protagonizada por Mads Mikkelsen y Vanessa Hudgens, y The Hummingbird Project con Jesse Eisenberg, Alexander Skarsgard y Salma Hayek. En televisión, Issa interpreta a la Dra. June Curtis en la serie de drama de CTV Transplant (2020), y ha tenido papeles recurrentes en series como Dark Matter (2017), 12 Monkeys (2016) y la galardonada comedia de CBC Madres Trabajadoras (2019).
Issa también ha dejado su huella en el mundo de los videojuegos. Su primer personaje tuvo lugar en Far Cry Primal (2016) en la piel de la salvaje Jayma. En 2019 dio voz a uno de los personajes principales y más queridos por los fanáticos de los Survival Horror: la ruda y capitana del Duke of Milan, Fliss (Man of Medan) junto al reconocido actor Shawn Ashmore (X-Men, X-Men 2, Quantum Break), quien prestó su voz y rasgos faciales a Conrad.
Cuando no está en el set rodando, Ayisha continúa entrenando y compitiendo en el Jiu-Jitsu brasileño y es fundadora de 4Points BJJ, donde combina su amor por el deporte con su afinidad por el desarrollo juvenil para ayudar a fomentar la confianza, la perseverancia y otras cualidades valiosas en los niños y jóvenes adultos.
Ayisha obtuvo cinturón morado en Jiu-Jitsu brasileño y ganó el Campeonato Mundial como cinturón blanco en 2010 y nuevamente en 2014, como cinturón azul. En 2019 se hizo con el cinturón marrón del equipo superior brasileño y fue dos veces campeona mundial de la International Brazilian Jiu-Jitzu Federation (IBJJF).

## Filmografía
| Cine        | Cine                              | Cine                    | Cine                       |
| Año         | Título                            | Personaje               | Notas                      |
| ----------- | --------------------------------- | ----------------------- | -------------------------- |
| 2006        | Cheech                            | Chica de Cheech         | Rol debut                  |
| 2010        | L'Appât                           | Van Cleef               |                            |
| 2011        | Immortals                         | Sacerdotisa             | Rol secundario             |
| 2013        | Memorias de un Zombie Adolescente | Mujer atlética          | Rol secundario             |
| 2014        | La fortaleza                      | Rayzah                  |                            |
| 2017        | El escape                         | Naomi                   |                            |
| 2018        | The Hummingbird Project           | Ophelia Troller         |                            |
| 2019        | Polar                             | Jazmin                  |                            |
| Televisión  |                                   |                         |                            |
| Año         | Título                            | Personaje               | Notas                      |
| 2011        | 30 Vies                           | Clara                   |                            |
| 2013        | Betty and Coretta                 | Estudiante              | Rol secundario             |
| 2016        | 12 Monkeys                        | Emisaria                |                            |
| 2017        | Dark Matter                       | Solara Shockley         |                            |
| 2013-2017   | Unité 9                           | Brittany Sizzla         |                            |
| 2019        | Madres Trabajadoras               | Wendy                   |                            |
| 2020        | Transplant                        | Dra. June Curtis        |                            |
| Videojuegos |                                   |                         |                            |
| Año         | Nombre                            | Personaje               | Notas                      |
| 2016        | Far Cry Primal                    | Jayma                   | Voz                        |
| 2019        | The Dark Pictures: Man of Medan   | Félicité "Fliss" DuBois | Voz/Captura de movimientos |